# Serhij Onyszczenko
Serhij Iwanowycz Onyszczenko (ukr. Сергій Іванович Онищенко, ur. 23 lutego 1954 w Czuhujewie, zm. 25 października 2023 w Winnicy) – ukraiński wojskowy, generał pułkownik, dowódca Sił Powietrznych (2010–2012), wcześniej I zastępca dowódcy Sił Powietrznych (2004–2010) i dowódca 14 Korpusu Lotniczego (1998–2002).

## Życiorys
Serhij Onyszczenko urodził się w Czuhujewie, w rodzinie o tradycjach wojskowych, jego ojciec również był pilotem. Ukończył Charkowską Wyższą Wojskową Szkołę Lotniczą Pilotów, Wojskową Akademię Lotniczą im. Jurija Gagarina w Monino i Akademię Sił Zbrojnych Ukrainy.
Przez wiele lat służby Onyszczenko wielokrotnie zmieniał dyslokacje i jednostki. Po odzyskaniu przez Ukrainę niepodległości rozpoczął służbę w jej odrodzonych siłach zbrojnych jako zastępca szefa szkolenia bojowego Sił Powietrznych Sił Zbrojnych Ukrainy. W 1997 roku został dowódcą dywizjonu lotnictwa myśliwskiego, a rok później 14 Korpusu Lotniczego. Komendę nad nim sprawował do roku 2002, gdy jego kariera uległa załamaniu w związku z wielką katastrofą lotniczą z 27 lipca 2002 roku, gdy samolot zespołu akrobacyjnego Ukrainian Falcons spadł tłum na obserwujących pokaz, zabijając siedemdziesiąt siedem osób. Prezydent Ukrainy Łeonid Kuczma zdymisjonował wielu oficerów, w tym szefa Sztabu Generalnego Petra Szuljaka, podczas gdy odwołani Onyszczenko i dowódca lotnictwa Wiktor Strelnikow zostali nawet tymczasowo aresztowani.
Ostatecznie, nie wykazano jego winy i w 2004 roku został I zastępcą dowódcy Sił Powietrznych. Sam mianowany został ich dowódcą decyzją prezydenta Wiktora Janukowycza 12 sierpnia 2010 roku. Pozostał nim do 8 czerwca 2012 roku, gdy ze względów zdrowotnych został zwolniony i przeniesiony do rezerwy z prawem noszenia munduru.
Zmarł 25 października 2023 roku w Winnicy, w oficjalnym komunikacie dowództwo Sił Powietrznych Sił Zbrojnych Ukrainy wyraziło się o nim z uznaniem, oznajmiając, że koledzy widzieli w nim „prawdziwego wojownika, profesjonalistę, kompetentnego i ludzkiego dowódcę”.